# 李時馥
李時馥（1581年—？），字德遠，號抱甕，河南汝州郟縣人，軍籍，明朝政治人物。

## 生平
萬曆三十一年（1603年）癸卯科河南鄉試第二十四名舉人，三十五年（1607年）中式丁未科會試第一百八十四名，三甲第二百九名進士。刑部觀政，授東阿縣知縣，三十七年（1609年）丁父憂，服闋，三十九年（1611年）起為獲鹿縣知縣，四十一年（1613年）考察，調高平縣知縣。

## 家族
曾祖李純；祖父李漳，封刑部郎中；父李一本，寧波府知府。前母王氏（贈宜人）；母高氏（封宜人）。具慶下。兄李時馨，弟李時馦。